# Monastyr Zaśnięcia Matki Bożej w Djakowicy
Cerkiew i Monastyr Zaśnięcia Matki Bożej – niewielki monastyr w Djakowicy, w Kosowie, należący do eparchii raszko-prizreńskiej Patriarchatu Serbskiego.
Monastyr został zbudowany w XVI wieku. 
W cerkwi znajduje się ikona z XVII wieku przedstawiająca Zaśnięcie Matki Bożej.